# 37 mm/48 Model 1935
37 mm/48 Model 1935 е корабно зенитно оръдие с калибър 37 mm разработено и произвеждано във Франция. Планира се неговото приемане на въоръжение във ВМС на Франция. Предназначено е за въоръжаване на големите кораби, в т.ч. и линкорите от типовете „Дюнкерк“ и „Ришельо“, като трябва да стане основно средство за близката ПВО на флота. Разработено е от фирмата „Хочкис“ на основата на вече остарялото полуавтоматично оръдие Model 1933 и съответно трябва да го замени. Планирани са за приемане на въоръжение на двуцевни и четирицевни установки с тези оръдия, които да имат дистанционно управление. Забавяне на производството на 37 mm/48 Model 1935 фактически не позволяват приемането на този перспективен автомат на въоръжение. Единствената двуцевна установка е поставена на авизото „Амиен“ и успешно се използва през 1940 г. против луфтвафе.